# ThalesRaytheonSystems
Thales-Raytheon Systems Company LLC (ThalesRaytheonSystems oder TRS) ist eine Raumfahrt- und Militärtechnik Gesellschaft mit Co-Hauptquartier in Massy, Frankreich und Fullerton, USA, und ein 50:50-Joint Venture zwischen Raytheon und Thales Group. ThalesRaytheon wurde im Juni 2001 gegründet, um die Kompetenzen der beiden Firmen auf den Gebieten von Radar und C⁴ISR zu bündeln.

## Geschichte
Thales S.A. und Raytheon Company gaben die Gründung von Thales Raytheon Systems am 16. Dezember 2000 bekannt.
Zum Zeitpunkt dieser Gründung hatte Thales Raytheon Systems einen Weltmarktanteil von ca. 40 Prozent im Bereich der Luftverteidigungsleitstände, Luftverteidigungsradar und Gefechtsfeldüberwachungssystemen.